# Eparchia Mavelikara
Eparchia Mavelikara (łac. Eparchia Mavelikarensis)  – eparchia Kościoła katolickiego obrządku syromalankarskiego w Indiach z siedzibą w mieście Mavelikara w dystrykcie Alappuzha w stanie Kerala. Została erygowana 2 stycznia 2007 r. przez papieża Benedykta XVI jako sufragania archieparchii Trivandrum. Diecezja powstała poprzez wyłączenie z terytorium archieparchii.

## Biskupi
- Joshua Mar Ignathios (2007–2025)
- Mathew Mar Polycarpos (nominat)